# X (serie di film)
X è una trilogia di film slasher-horror scritta e diretta dal regista statunitense Ti West. La serie è formata da X: A Sexy Horror Story (2022), Pearl (2022) e MaXXXine (2024).
La trama generale della trilogia è incentrata su due personaggi, Maxine Minx e Pearl, entrambi interpretati da Mia Goth. Maxine è una giovane aspirante attrice cinematografica, mentre Pearl è una donna che ha perso la sua occasione di diventare famosa. Sebbene abbiano molte somiglianze, esse differiscono nelle loro scelte di vita. La trilogia prende in esame anche alcune epoche del cinema e la loro influenza sulla società.
Il primo film è stato accolto positivamente da parte della critica specializzata ed è stato un successo al botteghino, dove ha incassato 14,7 milioni di dollari a fronte di un budget di un milione. Omaggio ai film slasher del passato – come Non aprite quella porta, Psycho, Shining e Alligator –, è stato considerato un classico di grande impatto nel cinema horror, dove ha anticipato la sua influenza sul futuro del genere. Anche il suo prequel (Pearl) ha ricevuto un'accoglienza molto positiva dalla critica: alcuni recensori affermano che abbia migliorato le premesse mostrate nel film precedente.

## Film
La trilogia è costituita da:
- X: A Sexy Horror Story (X, 2022)
- Pearl (2022)
- MaXXXine (2024)

### X: A Sexy Horror Story(2022)
Texas, 1979. Una troupe, composta dai pornoattori Maxine Minx, Jackson Hole e Bobby-Lynne Parker, il produttore Wayne Gilroy, il regista R.J. Nichols e la timida e riservata aiuto-regista, nonché fidanzata del regista, Lorraine Day, parte per la campagna per girare un film nella fattoria di una coppia di anziani, Howard e Pearl. Già la prima notte, dopo che la troupe ha girato le prime scene e anche Lorraine, nonostante la riluttanza di R.J., ha deciso di prendere parte al film, Pearl, gelosa della giovinezza e della bellezza dei ragazzi, inizia il suo delirio omicida nei confronti della troupe con l’aiuto del marito.

### Pearl(2022)
Texas, 1918. Pearl, una donna giovane e ambiziosa che sogna di diventare una ballerina, è rimasta sola a casa dei genitori perché il marito, Howard, è partito per il fronte e qui, deve confrontarsi con una vita che odia: un padre paralitico che non parla, una madre, Ruth, incattivita dalla vita che le ha dato un marito da accudire, e una cognata, Mitsy, ricca e bellissima. La ragazza inizia così a sfogare le sue frustrazioni sugli animali della fattoria per poi passare agli umani: uccide la madre (che non approvava le sue ambizioni), il padre (che riteneva un peso), un proiezionista con cui ha avuto un flirt (che non voleva portarla in Europa) e la cognata Mitsy (che le ha soffiato il posto nel corpo di ballo locale). Alla fine, Pearl, rimasta sola, capisce che, a causa delle sue azioni, i suoi sogni non si avvereranno mai e che l’unica cosa che può fare è aspettare che Howard torni e sperare che la voglia ancora.

### MaXXXine(2024)
Hollywood, 1985. Maxine Minx, promettente attrice di film hard, è riuscita finalmente a trovare la sua grande occasione nel mondo del cinema, ottenendo una parte da protagonista in un film horror, The Puritan II, nonostante abbia avuto solo esperienze cinematografiche in film per adulti. Maxine non ha abbandonato, però, il mondo dell'hard e si esibisce in alcuni show ed è proprio qui che una misteriosa figura la osserva con grande livore.
I guai per la giovane, però, non sono finiti, perché un misterioso assassino, noto come Night Stalker, sta dando la caccia alle stelle di Hollywood. La scia di sangue che il killer si lascia dietro rischia di rivelare l'oscuro passato di Maxine, ovvero i crimini commessi nella fattoria, che potrebbero far crollare la sua promettente carriera.

## Personaggi e interpreti
| Personaggi         | Film                   | Film               | Film               |
| Personaggi         | X: A Sexy Horror Story | Pearl              | MaXXXine           |
| ------------------ | ---------------------- | ------------------ | ------------------ |
| Maxine Minx        | Mia Goth               |                    | Mia Goth           |
| Pearl              | Mia Goth               | Mia Goth           |                    |
| Howard             | Stephen Ure            | Alistair Sewell    |                    |
| Lorraine Day       | Jenna Ortega           |                    |                    |
| Wayne Gilroy       | Martin Henderson       |                    |                    |
| RJ Nichols         | Owen Campbell          |                    |                    |
| Bobby-Lynne Parker | Brittany Snow          |                    |                    |
| Jackson Hole       | Scott Mescudi          |                    |                    |
| Padre di Maxine    | Simon Prast            |                    |                    |
| Sheriff Dentler    | James Gaylyn           |                    |                    |
| proiezionista      |                        | David Corenswet    |                    |
| Ruth               |                        | Tandi Wright       |                    |
| padre di Pearl     |                        | Matthew Sunderland |                    |
| Mitsy              |                        | Emma Jenkins-Purro |                    |
| Elizabeth Bender   |                        |                    | Elizabeth Debicki  |
| Leon               |                        |                    | Moses Sumney       |
| detective Williams |                        |                    | Michelle Monaghan  |
| detective Torres   |                        |                    | Bobby Cannavale    |
| Molly Bennett      |                        |                    | Lily Collins       |
| Tabby Martin       |                        |                    | Ashley Frangipane  |
| Teddy Knight       |                        |                    | Giancarlo Esposito |
| John Labat         |                        |                    | Kevin Bacon        |

## Accoglienza
| Film                   | Incassi          | Incassi     | Incassi      | Edizione home-video | Incassi totali mondiali | Budget      | Profitti totali | Fonti                |
| Film                   | America del Nord | Altri       | Totale       | America del Nord    | Incassi totali mondiali | Budget      | Profitti totali | Fonti                |
| ---------------------- | ---------------- | ----------- | ------------ | ------------------- | ----------------------- | ----------- | --------------- | -------------------- |
| X: A Sexy Horror Story | 11 769 469 $     | 2 975 580 $ | 14 740 889 $ | 659 695 $           | 15 140 450 $            | 1 000 000 $ | 14 140 450 $    | [ 2 ] [ 10 ] [ 11 ]  |
| Pearl                  | 9 423 445 $      | 320 651 $   | 9 744 096 $  | TBD                 | 9 744 096 $             | 1 000 000 $ | 8 744 096 $     | [ 12 ] [ 13 ] [ 14 ] |
| MaXXXine               | TBD              | TBD         | TBD          | TBD                 | TBD                     | TBD         | TBD             |                      |
| Totale                 | 21 192 914 $     | 3 296 231 $ | 24 484 985 $ | 659,695 $           | 24 884 246$             | 2 000 000 $ | 22 484 985 $    |                      |